# Fozil Musaev
Fozil Musaev, född 2 januari 1989, är en uzbekisk fotbollsspelare som spelar för Júbilo Iwata.
Fozil Musaev spelade 20 landskamper för det uzbekiska landslaget.